# عزل جدار خارجي

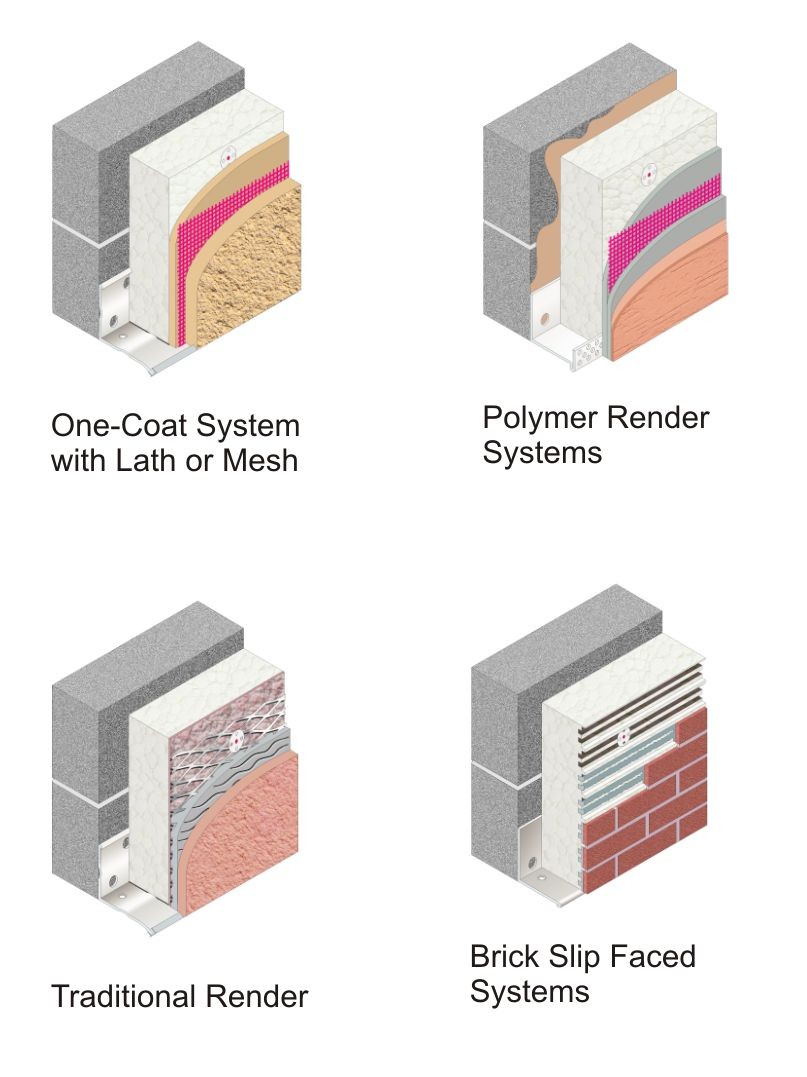
أنواع أنظمة العزل الجدارية الخارجية (أنظمة EWI)

نظام عزل الجدار الخارجي (EWIS) هو عملية تكسيه خارجية معزولة حرارياً ووقائية، تتضمن استخدام البوليسترين، والصوف الصخري، ورغوة البولي يوريثين أو الرغوة الفينولية، تعلوها طبقة من الإسمنت المسلح، وطبقة قصارة.
يعتمد سمك طبقة العزل الحراري على النوع المطلوب من أجل إنشاء قاطع له معامل انتقال حرارة U=0.25-0.3 W/m² K. عند حساب متطلبات العزل الفعلية، يجب مراعاة معايير تنظيم المبنى الحالية. كما يجب مراعاة المتانة وتعرض المبنى للعوامل الخارجية، وما إذا كان المبنى يتعرض للتخريب. في العديد من الأبنية القديمة، يلزم إيلاء اهتمام خاص بالجسور الخرسانية وجسور الربط التي تعمل كجسور حرارية موفرةً عزلاً ضعيفاً.

## أنواع
تشتمل أنظمة عزل الجدران الخارجية أولاً على طبقة عزل (عنصر يساعد على تحقيق الأداء الحراري المطلوب)؛ ثانياً: طبقة حماية ضد العوامل الجوية (يمكن أن تكون طوب، بلاط، كما يمكن استخدام ألواح مزخرفة). يعتمد اختيار أنواع وأحجام العزل على نوع المادة المستخدمة وتعرض المبنى للعوامل الجوية.
يجب أن يكون النظام الذي تم اختياره وتركيبه مرخص من قبل جهة معينة.

### تشطيبات تقليدية
تستخدم مجموعة من التشطيبات التقليدية حالياً في صناعة عزل الجدران الخارجية. Dry-dash render يُستخدم بشكل شائع. بهذه الطريقة، حيث يوضع الركام على العازل الرطب لعمل طبقة تشطيبات طبيعية من الركام. تتوفر هذه الطريقة بمجموعة كبيرة من الألوان والأحجام والقوام، وهي رخيصة نسبياً. يُمكن استخدام الركام المُصنع مثل السيراميك والزجاج لمشاريع خاصة ولكن ستكون ذات تكلفة أكثر مقارنةً مع الركام الطبيعي.
Scratch plaster render : هو خدش طبقة الطلاء الإسمنتي بينما لايزال السطح رطبا، ولكن بعد حدوث الهبوط الأولي فيه. يتم إزالة السطح بواسطة أداة خدش، حيث يُزال من 2-3 ملم (0.079 – 0.118 بوصة) من السطح لحين ظهور طبقة الركام.
Roughcast render: يتكون من طبقة عُليا ومزيج من الركام، يوضع على طبقة دعم على شكل ملاط، ويُغلف الركام بالكامل داخل الملاط الإسمنتي. قد يكون الركام أي حجر صلب بحجم متدرج ومناسب لعمل نسيج متكتل. تُستخدم هذه الطريقة بشكل واسع في اسكوتلندا.
الابتكار هو إدراج عوازل سيليكون مقاومة للماء. يزيد هذا التطور من مواصفات وقدرات البوليمر، خاصة في المناطق المكشوفة أو الساحلية. وهو الآن متاح بكل الألوان.
تُرش التشطيبات التيرولية بخليط إسمنتي، يتم تلوينه مُسبقا وتطبيقه بواسطة ألة يدوية. يُستخدم هذا التشطيب على نطاق واسع في المملكة المتحدة باعتباره تشطيباً اقتصادياً ملوناً يُمكن تطبيقه بسهولة لجميع أنواع المباني. يمتلك متانة متوسطة تحت ظروف متوسطة.
تتكون التشطيبات الملساء من طلاء البناء، وتُطبق على سطح جيد الصنع لإعطاء تأثير ملون وسلس، خالٍ من العيوب التي يمكن أن تتركها التشطيبات الطبيعية في بعض الأحيان. تتوفر مجموعة واسعة من الألوان الفاتحة.
يُدهن الطلاء المزخرف بواسطة أسطوانة بسمك يتراوح من 1.5 إلى 3 ملم (0.059 إلى 0.118 بوصة)، وعادةً تكون مصنوعة من الأكريليك أوالسليكون لتوفير العزل المائي والمتانة على المدى الطويل. ينتج عنها طبقة تشطيب ذات وجه مستوٍ.
يمكن تطبيق أشكال الأكريليك بسهولة، وتعتبر من التشطيبات عالية الأداء. قد تؤدي بعض الأنواع الأرخص إلى حدوث عتامة في السطح على مدى عمر قصير. يمكن أن يوفر الأكريليك عالي الجودة متانة طويلة الأمد، واستقرار اللون، ومقاومة التشقق مقارنةً مع تشطيبات الإسمنت. تتوفر أشكال الأكريليك بألوان متعددة.
أشكال السيليكون أكثر مقاومة للبيئات البحرية مقارنةً مع الأكريليك، حيث تتمتع بمقاومة عالية للماء، ولكنها أكثر تكلفة، وتتوفر بألوان محدودة.
شرائح الطوب: هي عبارة عن طبقة رقيقة توضع على مادة عازلة تُعطي مظهراً خارجياً مثل مظهر جدار الطوب التقليدي. يُمكن تصنيع هذه الشرائح من خلال تقطيعها من الطوب الحقيقي.
تتميز شرائح الطوب التي تُقطع من الطوب الطيني الحقيقي يأن لها مظهراً مشابهاً تماماً لجدار الطوب الحقيقي عند تركيبها. شرائح الطوب المقطوعة من الطوب المستصلح، عند استخدامها مع أنظمة الكسوة الخارجية فإنها تصلح بشكل كبير في أعمال الترميم والتجديد عندما لا يكون الطوب متاحاً للشراء. يُمكن أن توضع شرائح الطوب بأنماط مختلفة، هذه الأنماط تُعرف في الصناعة باسم Bond patterns.
تُستخدم مونة خاصة ملونة ومقامة للماء لإكمال المظهر. يتم تطوير أنظمة شرائح الطوب المتاحة تجارياً لتشمل دعم تشطيبات شرائح الطوب، المرخصة من قِبل BBA/BRE. عادةً يكون حجم شرائح الطوب 20 × 71-50 × 240-210 ملم (الطول × الارتفاع × العرض).
يمكن أيضاً محاكاة تجسيد الطوب في بوليمر ملون بمعايير عالية. توضع طبقتين ملونتين من الإسمنت الخارجي المعدل بالبوليمر على طبقة خلفية ملونة، على شكل طبقات بسمك من 3-4 ملم (0.12 -0.16 بوصة). تُقطع الطبقة العلوية من الطوب، مما يؤدي إلى كشف طبقة سفلية بلون مختلف تمثل فواصل الإسمنت (cement joints).
يمكن أيضاً محاكاة تجسيد الحجر في بوليمر ملون. توضع طبقتين ملونتين من الإسمنت الخارجي المعدل بالبوليمر على طبقة خلفية ملونة، على شكل طبقات بسمك من 3-4 ملم (0.12 -0.16 بوصة). تُقطع الطبقة العلوية من الحجر، مما يؤدي إلى كشف طبقة سفلية بلون مختلف تمثل فواصل الإسمنت (cement joints).
بلاط التراكوتا عادةً يكون من المواد المحروقة المستوردة من أوروبا. تُؤمن هذه الأنظمة بواسطة نظام من أنظمة سكك الألومنيوم المُثبتة بشكل آمن مع إدخال مادة العزل داخل الفراغ. تُضاف مقاطع معدنية خاصة لجعلها مقاومة للماء.
يمكن تثبيت الألواح الخشبية أو الألومنيوم أو ألواح PVC فوق طبقة العزل لتوفير بدائل إضافية للتشطيبات التقليدية.
يمكن وضع تشطيبات البلاط التقليدية فوق الهياكل الخشبية، وعزلها بالنوع والسمك المطلوب من العازل. يجب الاهتمام أيضاً بممرات التهوية لتجنب حدوث التكاثف الخلالي (interstitial condensation).

## تقليل انبعاثات الكربون
تهدف المملكة المتحدة إلى الحد من انبعاثات الكربون بنسبة 80% بحلول عام 2050، لذلك فإن الحكومة البريطانية عرضت مبلغ حوالي 6000 جنيه إسترليني لأصحاب المنازل الذين يستعملون نظام عزل الجدران الخارجية (EWI) في ممتلكاتهم. شهدت جنوب ويلز، حيث يحتاج السكن بشكل خاص إلى تحديث ليصبح موفراً للطاقة، طفرة في التطبيقات لهذا المخطط.
يُعد العزل الخارجي للجدار طريقة رائعة ومُؤكدة لتقليل استخدام الطاقة اللازمة لتسخين المبنى. هذه الطريقة هي جزء من فكرة المنزل البيئي أو البناء منخفض الطاقة.

## متطلبات المنتج
يجب تلبية مُتطلبات المنتج الخاصة بحيث يُصبح منتج عزل الجدران الخارجية له قيمة معامل انتقال حرارة (u) معينة، من أجل جعل المبنى معزولاً حرارياً بشكل كافٍ، وبالتالي استخدامه في مشروع الصفقة الخضراء (green deal project).

## رطوبة
يُمكن أن يساعد استخدام عزل الجدران الخارجية على التعامل مع مشاكل اختراق المطر من خلال الجدران الصلبة وذلك عن طريق حجب المطر الذي تدفعه الرياح إلى الداخل. عموماً، يمكن أن تصبح المشكلة أسوأ إذا كانت تفاصيل البناء المستخدمة (مثل المزاريب) تسمح للماء بالمرور خلف العزل الخارجي للجدار بحيث يصبح محجوزاً. لذلك يجب الإصرار على استعمال مستوى عالٍ من التصميم والتركيب. ذُكرت المخاطر الناتجة عن عدم تصميم وتحديد هذه الأنظمة بشكل كاف في ورقة بحثية كتبها جو مالون ونشرها في مجلة CIOB للبحوث والابتكار (المجلد 4، العدد 4، ديسمبر 2013 الأعمال الخطرة للتغطية).
يجب تطبيق نظام عزل الجدران الخارجية فقط على الجدران التي لا تعاني من الرطوبة الموجودة مُسبقاً. يُقدم صندوق توفير الطاقة النصيحة التالية:
«إن مشكلة الرطوبة الرئيسية التي يجب تجنبها مع عزل الجدران الخارجية هي ارتفاع الرطوبة. إذا كانت لديك بالفعل مشكلة في ذلك، فيجب إصلاحها قبل تركيب العزل، وإلا فإنك تخاطر باحتجاز الرطوبة داخل الجدار وبالتالي تفاقم المشكلة».

## قراءات إضافية
- National Building Specification Section M21 Insulation with rendered finish
- BSI British Standards and Code of Practice
- BRE Report 135: EWI, Fire performance for multi-storey buildings
- BRE Report 262: Thermal insulation avoiding the risks
- INCA Insulated render and cladding Specifiers/property owners briefing
- Technical Drawings: Weber UK EWI Systems
- The Complete Guide to External Wall Insulation by C J Pearson
- CIOB's Construction, Research & Innovation Journal: "The Risky Business of Covering Up" by Joe Malone
- A Guide to External Wall Insulation (2018). Retrieved November 28, 2018, from Gaffney & Guinan